# Já, Claudius (seriál)
Já, Claudius (v anglickém originále I, Claudius, stylizováno též jako I CLAVDIVS) je britský historický televizní seriál natočený roku 1976 televizí BBC podle stejnojmenného historického románu Roberta Gravese. Skládá se ze třinácti dílů (každý trvá přibližně 50 minut) a je fiktivní autobiografií čtvrtého římského císaře Tiberia Claudia Drusa Nerona Germanica. Jednotlivé díly seriálu začínají vzpomínáním starého císaře, který již cítí přicházet smrt a retrospektivně se vrací do minulosti. Časové skoky mezi díly mohou tvořit i několik let, přesto však tvoří logickou návaznost a neodchylují se příliš od skutečných historických dějů. V hlavní roli vystupuje britský herec Derek Jacobi (v české verzi dabovaný Petrem Haničincem).

## Titulní postava
Claudius trpí záškuby ve tváři, v nervozitě koktá, kulhá a většina lidí z jeho okolí (včetně rodinných příslušníků) ho považuje za blázna. Díky své povaze a schopnosti předstírat blázna přežije nejrůznější intriky za svých císařských předchůdců Tiberia a Caliguly. Přesto všechno patří mezi nejvzdělanější Římany své doby. Hodně čte a coby historik i tvoří hodnotná odborná literární díla, zejména se věnuje dějinám Kartága.

## Obsazení

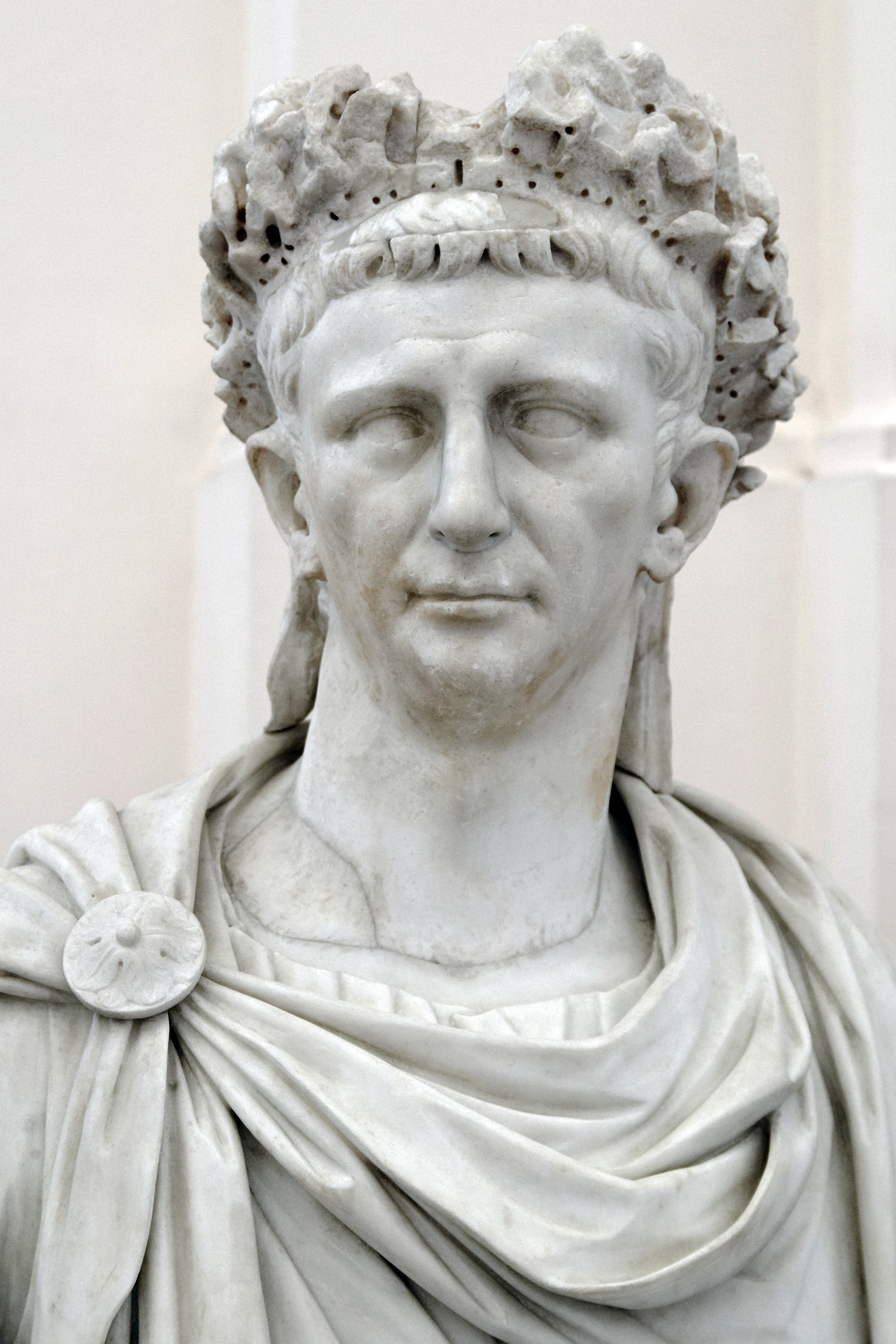
Claudiova podobizna v Národním archeologickém muzeu v Neapoli

V seriálu se vyskytuje celá řada postav. Hlavní postavy ztvárnili tito herci a herečky:
| Derek Jacobi        | císař Claudius                              |
| Brian Blessed       | císař Augustus                              |
| George Baker        | císař Tiberius                              |
| John Hurt           | císař Caligula                              |
| Siân Phillipsová    | „babička“ Livia Drusilla                    |
| Patrick Stewart     | Lucius Aelius Seianus, velitel pretoriánů   |
| Margaret Tyzacková  | Antonia Mladší, Claudiova matka             |
| Patricia Quinnová   | Livilla, Seianova milenka a Claudiova neteř |
| Sheila White        | Valeria Messalina, Claudiova manželka       |
| Christopher Biggins | císař Nero                                  |
| John Rhys-Davies    | Naevius Sutorius Macro, velitel pretoriánů  |
| Sam Dastor          | Cassius Chaerea, velitel pretoriánů         |

## Seznam dílů
1. Tak trochu vražda (A Touch of Murder)
2. Rodinné záležitosti (Family Affairs)
3. Čekání pod křídly (Waiting in the Wings)
4. Co provedeme s Claudiem (What Shall We Do About Claudius?)
5. Bojte se královny (Poison is Queen)
6. Aspoň zlomek spravedlnosti (Some Justice)
7. Královna nebes (Queen of Heaven)
8. Hrůzovláda (Reign of Terror)
9. Ejhle Zeus (Zeus, By Jove!)
10. Zdráv buď… ale kdo (Hail Who?)
11. Bláznovo štěstí (Fool's Luck)
12. Bůh v Colchestru (A God in Colchester)
13. Starý král kláda (Old King Log)